# Otto Heiß
Otto Heiß (* 19. Februar 1939 in Untermässing) ist ein deutscher Kommunalpolitiker und Vereinsfunktionär.

## Biografie
Otto Heiß wurde an einem Faschingssonntag zusammen mit einer Zwillingsschwester als Sohn eines Schneiders und einer Hebamme geboren. Nach der sechsten Klasse wechselte er von der Dorfschule Untermässing an die Realschule Hilpoltstein. Nach einem Jahr wechselte er auf das Deutsche Gymnasium in Eichstätt, heute Gabrieli-Gymnasium genannt, und machte dort 1960 sein Abitur. Danach studierte er an der Pädagogischen Hochschule auf Hauptschullehramt und wurde danach an 13 Schulen in Westmittelfranken eingesetzt. Danach kam er als Lehrer an die Hauptschule Greding. 1966 heiratete er seine Frau Rosa zuerst standesamtlich in Erkertshofen und kirchlich in Mettendorf und bekam mit ihr eine Tochter und einen Sohn, den Domkapellmeister Christian Heiß.

## Politisches
Erstmals politisch aktiv wurde er 1976 als das Gredinger Krankenhaus geschlossen werden sollte. 1978 wurde er zum Nachfolger von Albert Lux zum ersten hauptamtlichen Bürgermeister der Stadt Greding mit rund 80 Prozent gewählt. In seiner Amtszeit wurde das Museum und die Stadt- und Pfarrbücherei gegründet sowie der Gredinger Trachtenmarkt, das Adventssingen und das Altstadtfest nahmen ihren Anfang. Nach dem Ende seiner Amtszeit 1996 wurde ihm der Ehrentitel Altbürgermeister zuerkannt und die goldene Stadtmedaille verliehen. Von 1984 bis 1988 war er Vorsitzender des Wasserzweckverbandes Jura-Schwarzach-Thalachgruppe. 30 Jahre lang war Mitglied im Kreistag von Roth. Davon zwölf Jahre Fraktionsvorsitzender der CSU im Kreistag Roth und somit Nachfolger von Leo Benz, des Altbürgermeisters von Hilpoltstein.. Er war stellvertretender Vorsitzender des Naturpark Altmühltal, der der viertgrößte in Deutschland ist. Ab 2002 war er sechs Jahre stellvertretender Landrat von Roth. Da die Feuerwehr, die Volksschule und der TSV nach der Wende die Gemeinde Großenstein in Thüringen unterstützten, wurde Heiß dort 1996 Ehrenbürger. 2009 wurde ihm die Landkreisverdienstmedaille verliehen und 2013 die Ehrenbürgerwürde der Stadt Greding.

## Sonstiges
37 Jahre leitete er den Kirchenchor Greding und die Gredinger Chorgemeinschaft. Von 1998 bis 2014 war er Kreisvorsitzender des Sozialverband VdK Deutschland im Landkreis Roth und wurde danach Ehrenvorsitzender. Außerdem erarbeitete er sich im Ruhestand Wissen über die Flurdenkmäler der Umgebung und gibt es vielen Vorträgern weiter. Er ist auch Autor bei den Heimatkundlichen Streifzügen des Landkreises Roth.